# 쓰다주쿠 대학
쓰다주쿠 대학, 또는 츠다쥬쿠대학(일본어: 津田塾大学)은 일본 도쿄도 고다이라시에 있는 4년제 사립 대학이다.  입학하기 어려운 여자대학이라는 평판을 받고 있다. 오차노미즈 여자 대학과 더불어 유명한 일본의 여자 대학으로 손꼽힌다.

## 특징
창설자는 일본의 첫 번째 유학생이자 가쿠슈인의 교사 출신인 쓰다 우메코(津田梅子)이다. 설립자 쓰다 우메코의 교육방침에 따라 현재도 소인수교육을 중요시하며, 자립지향적인 학생이 많고, 다수의 저명인사를 배출하여 왔다. 영어 교육으로 유명하며, 일본 대학 최초로 국제관계학부를 설치하였다. 쓰다주쿠 대학은 일본에서 가장 오래된 여자대학으로써, 오차노미즈 여자 대학, 나라 여자 대학과 함께 일본의 3대 여자대학으로 명성 나 있다.

## 진로
취업,대학원,교직,공무원,전문직등 다양한 분야에 진출한다. 취업률은 80~85%로 높고(그 외 9~10%는 대학원진학), 취업희망자의 약 89%가 자신이 원하는 1지망,2지망회사에 취업하며, 다양한 분야에 진출한다는 것이 쓰다주쿠대학의 특징이다.

## 역사
- 1900년 여자 영학 주쿠(女子英学塾)로서 개학
- 1933년 쓰다 영학 주쿠(津田英学塾)로 개칭
- 1948년 학제 개혁으로 쓰다주쿠대학 설립(津田塾大学, 쓰다주쿠대학/쓰다주쿠대학)
- 1969년 일본 내의 대학 최초로 국제관계학과 설립

## 소재지
- 고다이라 캠퍼스 - 도쿄도 고다이라시
- 센다가야 캠퍼스 - 도쿄도 시부야구

## 학부, 학과
- 학예학부 - 일본 대학의 학예학부란 폭넓은 교양과 학제영역의 교육과 연구를 행하는 대학의 학부를 일컫는다. 예전에는 주로 국립대학의 교사 양성을 목적으로 설치된 학부였으나, 현재의 학예학부는 교사 양성을 위한 학부가 아니라 교양학부와 가깝게 구성되어 있는 경우가 많다. 또한, 현재 학예학부가 설치되어 있는 학교는 전부 여자대학이다.
- 영문학부 - 영문학, 영국문화, 미국문화, 영어학, 커뮤니케이션, 번역, 통역 과정
- 국제관계학부 - 국제정치, 국제법, 국제경제, 비교사회, 비교문화, 지역연구 과정
- 정보과학부
- 수학부
- 다문화·국제협력 과정
- 미디어 스터디 과정
- 일본어 교사 양성 과정

## 대학원
- 문학연구과 - 영국문학연구, 미국문학연구, 영국문화연구, 미국문화연구,언어학연구, 커뮤니케이션연구
- 국제관계학연구과 - 국제관계론 전공
- 이학연구과 - 수학 전공, 정보과학 전공

## 부속 연구소
- 언어문화 연구소
- 국제관계 연구소
- 수학 계산기과학 연구소
- 계산센터
- 오픈 리서치 센터
- 츠다우메코기념교류관

## 일본 내 타대학과의 협정
- 오쿠타마 아카데믹 연합(TAC) 가맹
  - 구니타치 음악대학
  - 무사시노 미술대학
  - 국제기독교대학(ICU)
  - 동경경제대학
- EUIJ동경연합
  - 히토쓰바시 대학
  - 국제기독교대학(ICU)
  - 동경외국어대학

## 같이 보기
- 일본의 유명한 국립 여자 대학
  - 오차노미즈 여자 대학
  - 나라 여자 대학

- 일본의 유명한 사립 여자 대학
  - 도쿄 여자대학